# Rimessa da parte dell'arbitro

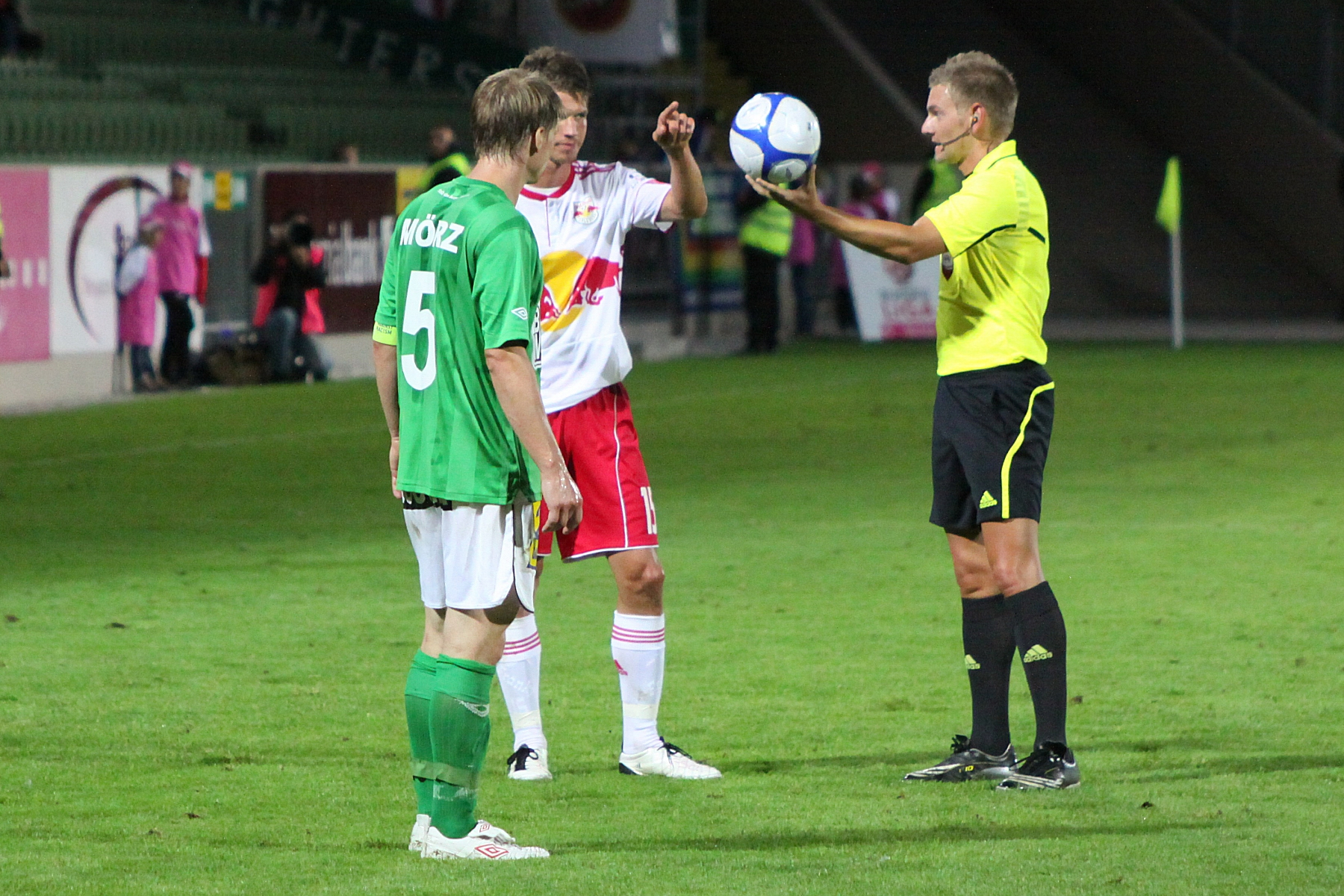
Una rimessa effettuata dall'arbitro.

La rimessa da parte dell'arbitro è un modo utilizzato nel calcio per riprendere il gioco a seguito di un'interruzione temporanea le cui cause non sono specificatamente indicate nel Regolamento, o per alcuni del Calcio".

## Assegnazione
I casi nei quali il gioco deve essere interrotto per essere poi ripreso con una rimessa da parte dell'arbitro sono i seguenti, fermo restando che il pallone sia in gioco al momento dell'interruzione:
- Un oggetto o persona estranea al gioco colpisce il pallone o interferisce con il gioco;
- Un giocatore si infortuna al volto mentre il pallone è in gioco;
- Infrazioni alle Regole del Gioco commesse contemporaneamente da giocatori di squadre differenti;
- Condotta violenta commessa da chiunque verso chiunque fuori dal terreno di gioco, o da un dirigente (o allenatore) fuori dal terreno di gioco verso chiunque sul terreno di gioco;
- Un fischio dagli spalti interferisce con il gioco;
- Il pallone, mentre è in gioco, viene deformato e si presenta in condizioni irregolari;
- Nel caso uno o più palloni interferiscano con un'azione di gioco (l'arbitro infatti non è tenuto ad interrompere il gioco nel caso in cui un pallone entri sul terreno senza influenzare il gioco);
- Qualunque altra causa che costringa l'arbitro a interrompere il gioco e che non sia menzionata esplicitamente nel Regolamento.

## Esecuzione
L'arbitro lascia cadere il pallone a terra per il portiere della squadra difendente nella propria area di rigore se, quando il gioco è stato interrotto, il pallone era nell'area di rigore oppure l’ultimo tocco del pallone è avvenuto nell'area di rigore. In tutti gli altri casi, l’arbitro lascia cadere il pallone a terra per un calciatore della squadra che per ultima ha toccato il pallone nel punto in cui questo è stato toccato per ultimo da un calciatore, da un “corpo estraneo” o da un ufficiale di gara. Tutti gli altri calciatori di entrambe le squadre devono rimanere ad almeno 4 m dal pallone fino a quando esso non sia in gioco Il pallone è in gioco non appena tocca il terreno.
Fino al maggio 2019, l'arbitro lasciava cadere il pallone nel punto in cui il gioco è stato interrotto. Il pallone è in gioco nel momento in cui tocca il terreno e qualunque giocatore poteva partecipare a una rimessa da parte dell'arbitro, ovvero qualunque giocatore poteva posizionarsi accanto al punto nel quale la ripresa si effettuerà per poter giocare il pallone, non c'era un numero massimo di calciatori che possono prendervi parte e non era prevista una specifica distanza, come per le altre riprese di gioco (es. 9,15 metri dall'arco d'angolo per il calcio d'angolo, o 2 metri per la rimessa laterale).
Questa regola è stata eliminata sia perché de facto avvenivano pochissime rimesse contese da entrambe le squadre, ma per fair play una delle due squadre restituiva il pallone direttamente all'avversario. Tuttavia, col tempo i calciatori avevano preso la brutta abitudine di restituire il pallone calciandolo lontano dalla presenza effettiva dei giocatori avversari o addirittura fuori per una rimessa laterale, di fatto avvantaggiandosi per un eventuale pressing o per rallentare la ripresa del gioco dell'avversario. L'IFAB ha deciso quindi di modificare la regola eliminando la cosiddetta "palla scodellata", dando la possibilità all'arbitro di consegnare la palla direttamente alla squadra sfavorita dall'interruzione o che comunque era in possesso prima di essa.

## Infrazioni alla procedura
Il pallone, su rimessa dell'arbitro, è in gioco quando, dopo essere stato lasciato cadere, rimbalza sul terreno di gioco. Se un calciatore tocca il pallone prima che questo rimbalzi sul terreno di gioco, l'arbitro ripeterà la rimessa senza alcun provvedimento disciplinare per il calciatore. Un calciatore deve invece essere ammonito se compie ripetutamente questo gesto, costringendo dunque l'arbitro a ripetere più volte la stessa rimessa.
Se il pallone rimbalza oltre le linee delimitanti il terreno di gioco senza che nessun giocatore tocchi il pallone, o se quest'ultimo finisce direttamente oltre suddette linee dopo aver lasciato la mano dell'arbitro, la rimessa deve essere ripetuta. 

## Altre caratteristiche
Naturalmente, su questa ripresa di gioco non può esistere il fuorigioco, in quanto qualunque giocatore tocchi il pallone lo tocca avendolo ricevuto dall'arbitro, e non da un compagno di squadra, come prevede la regola del fuorigioco.

Tuttavia, se un giocatore che raccoglie il pallone dalla rimessa lo passa a un suo compagno in posizione di fuorigioco, questo dev'essere sanzionato, in quanto, nel momento stesso in cui il pallone ha toccato terra dopo la rimessa, si è generata una nuova azione che non ha più relazione con la ripresa di gioco.
Inoltre, dopo una rimessa da parte dell'arbitro, un portiere (nella propria area di rigore) può prendere il pallone con le mani, in quanto non lo riceve da un passaggio volontario di un suo compagno di squadra.
Dal 1º giugno 2012, inoltre, su approvazione dell'IFAB, una rete non è convalidata se il pallone, dopo aver toccato il terreno, è calciato direttamente in una delle due porte; se ciò avviene nella porta avversaria, la rete è annullata, e viene assegnato un calcio di rinvio alla squadra avversaria; se invece viene segnata direttamente un'autorete, ancora una volta questa non sarà valida, e un calcio d'angolo sarà assegnato alla squadra avversaria.